# 立法院人權促進會
立法院人權促進會，前身是立法院跨黨派國際人權促進會，首度成立於2012年11月23日，是中華民國國會立法院第一個人權團體，功能包括積極檢視中華民國政府已批准之《消除對婦女一切形式之歧視公約》、《公民與政治權利國際公約》及《經濟社會文化權利國際公約》等三項國際人權公約在臺灣的落實執行程度，並促進立法院與各國國會、國際人權組織交流，推動人權外交。現屆立法院人權促進會，成員約40位朝野政黨的立法委員，現屆發起人及會長是王定宇，宣示在2021年提案制訂台灣版本全球馬格尼茨基人權問責法。

## 主要任務
- 檢視三大人權法典：《消除對婦女一切形式歧視公約》（CEDAW）、《公民與政治權利國際公約》及《經濟社會文化權利國際公約》在台灣的落實情況[5]。
- 透過國際人權交流，協助立法院進行相關人權立法及帶動政策推動，積極促進人權外交。

2012年首任會長是時任民主進步黨籍立法委員尤美女，榮譽會長為時任立法院院長王金平、榮譽副會長為時任立法院副院長洪秀柱。王金平表示，這是立法院第一個以人權為主的國會組織，此舉將有助原多為聯誼交流的國會次團體往「議題化」與「多元化」方向發展。

## 立法院決議

### 關注及救援中國良心犯
中華民國國會立法院在2012年國際人權日隔天、12月11日跨黨派無異議通過「關注及救援中國良心犯」決議。此決議由該聯盟參與推動，並由國會跨黨派人權促進會會長尤美女提案，要求中華民國政府關注被關押的4033名中國良心犯，並要求政府應依《公民與政治權利國際公約》第18條以制定相關國內法令予以救援及協助，以落實兩公約實踐及順應國際潮流。

尤美女表示，既然通過此人權決議，立法院跨黨派國際人權促進會希望可以基於此立場，繼續監督政府、落實中國人權。

這是立法院第一次對中國人權問題以「實際揭露良心犯姓名方式」表達台灣的具體關切。良心犯名單係由該聯盟及全球人權組織提供，包括因政治、宗教信仰或其他信念而遭中國政府關押在勞教所、監獄、拘留所及看守所之民主活動家、維權人士、圖博人士（西藏、藏族）、維權律師高智晟、及 1,857名法輪功學員。國會決議文並特別提及，依據美國及聯合國等人權報告顯示，法輪功學員及西藏圖博人士是遭關押及迫害中最嚴重、大量的群體，並指責「中國活摘法輪功學員及死刑犯器官做為買賣移植之用」「駭人聽聞」「天理難容」。該決議亦補充「然而，因中國訊息封鎖嚴密，外界很難準確查證，一般相信以上兩受迫害團體中遭監禁及酷刑的良心犯人數遠遠超過外界所估算。」

### 反對中華人民共和國加入聯合國人權委員會
2013年11月12日，立法院院會無異議通過民進黨立委尤美女提案，反對中國大陸地區的中華人民共和國加入聯合國人權委員會，要求行政院偕同外交部公開發表聲明反對中國進入聯合國人權委員會，呼籲世界各國不要投票支持中國。依臺灣已批准簽署之聯合國《公民與政治權利國際公約》第18條規定對良心犯權利之保護，此公約具國內法效力，政府自應遵守重視，尤其對於受有酷刑之生命危險的中國良心犯斷無坐視之理，乃依立法院2012年12月11日通過之提案，要求中國政府立即釋放包括劉曉波在內的「自由中國16良心犯」。

## 目前屆次成員（2020年）
- 成員：近40位跨黨派立法委員

| 職銜     | 立法委員               |
| -------- | ---------------------- |
| 會長     | 王定宇 （ 民主進步黨） |
| 副會長   | 賴香伶 （ 臺灣民眾黨） |
| 副會長   | 王婉諭 （ 時代力量）   |
| 副會長   | 林昶佐 （無黨籍）      |
| 副會長   | 范雲 （ 民主進步黨）   |
| 秘書長   | 吾爾開希（無黨籍）     |
| 副秘書長 | 洪慈庸（無黨籍）       |

## 2012年創會時期成員
- 促進會由立法委員、著名人權律師尤美女倡議設立。異於以往立法院內的次團體，多屬聯誼、交流性質，此促進會是立法院史上第一個由立法委員組成，具有主體性的次團體，也是第一個國會人權組織，榮譽會長王金平表示「此舉將開放國會次團體朝向議題化，與多元化的方向發展。」是台灣國會歷史重要的一頁[8]。
- 成員：52位立法委員，跨黨派包括 中國國民黨、 民主進步黨、 台灣團結聯盟、 親民黨、無黨籍。

| 職銜       | 立法委員                 |
| ---------- | ------------------------ |
| 榮譽會長   | 王金平 （ 中國國民黨）   |
| 榮譽副會長 | 洪秀柱 （ 中國國民黨）   |
| 會長       | 尤美女 （ 民主進步黨）   |
| 副會長     | 林佳龍 （ 民主進步黨）   |
| 副會長     | 林世嘉 （ 台灣團結聯盟） |
| 副會長     | 邱志偉 （ 民主進步黨）   |
| 副會長     | 王育敏 （ 中國國民黨）   |
| 秘書長     | 蕭美琴 （ 民主進步黨）   |